# Túrov
Túrov (en ruso: Ту́ров; en bielorruso: Ту́раў; en polaco: Turów) es una ciudad subdistrital de Bielorrusia perteneciente al raión de Zhýtkavichy de la provincia de Gómel.
En 2022, la ciudad tenía una población de 2738 habitantes.
Se ubica en la orilla meridional del río Prípiat, unos 20 km al suroeste de la capital distrital Zhýtkavichy sobre la carretera P88 que lleva a Stolin y Dubrovytsia.

## Historia
Tradicionalmente, la ciudad ha sido capital del pueblo eslavo de los dregóviches, que vivían al sur de Bielorrusia, en la zona del Prípiat, ocupando Polesia y el centro del país.
El Principado de Túrov fue mencionado por vez primera en la Crónica de Néstor en el año 980. Fue fundado por Yaropolk I, hijo de Sviatoslav I de Kiev, que independizará al principado hasta 1223. En 1014, Sviatopolk I de Kiev, gobernador de Túrov, dominaba Prípiat y Kiev, y su hermano Sviatoslav, todo el país de los dregóviches. 
De 1015 a 1019, se convierte en Veliki Knyaz (el Gran príncipe) de Kiev  e instaura las veches en las principales ciudades del país, como Grodno, fundada en 1183. Así mismo, en 1054 Iziaslav I de Kiev ocupará el trono de Túrov, Pinsk y el país de los dregóviches, hasta que en 1132 Vladímir II Monómaco lo vuelve a incorporar a Kiev. En el siglo XII, pasa a estar bajo el gobierno del arzobispo Kiril (1130-1182), y finalmente fue incorporado al Gran Ducado de Lituania por Gediminas. Fue destruida por los tártaros en 1502 y en 1521. Pasó a formar parte de las posesiones de la familia Ostrogski y perdió todo su antiguo esplendor. Finalmente, cuando se produjo la Segunda partición de Polonia en 1793, pasó al Imperio ruso.
Recuperó el estatus de ciudad en 2004.